# Prozesstheorien der Motivation
Unter Prozesstheorien der Motivation werden alle Motivationstheorien subsumiert, die kognitive Prozesse analysieren, die für die Entscheidung für ein bestimmtes Handlungsziel verantwortlich sind und die in Folge eine Person zur Ausführung einer Handlung zur Zielerreichung motiviert. Gemeinsam mit den Inhaltstheorien stellen Prozesstheorien einen wesentlichen Teil des Gebiets der Motivationstheorien dar.

## Prozesstheorien der Motivation
Vertreter von Prozesstheorien sind daran interessiert, herauszufinden, wie sich aus einem bestimmten Bedürfnis konkrete Handlungsweisen entwickeln. Einflussreiche Vertreter der Prozesstheorien sind unter anderem Victor Vroom und Heinz Heckhausen. Prozesstheorien suchen, im Gegensatz zu Inhaltstheorien, nach formalen Erklärungen für menschliche Verhaltensweisen, z. B. für die Entstehung und den Verlauf von bestimmtem Verhalten. Hierbei wird der Motivationsvorgang als Prozess betrachtet und individuelle Bedürfnisse, die der eigentliche Gegenstand von Inhaltstheorien sind, in den Hintergrund gerückt. Führungskräfte können gezielt von Prozesstheorien abgeleitete Handlungsempfehlungen einsetzen, um die Motivation ihrer Mitarbeiter zu steigern. Laut Klaus Rothmund und Andreas Eder versuchen daher Prozesstheorien der Motivation Fragen nach dem 'Wie?' zu beantworten, d. h. sie untersuchen folgende Prozesse und Mechanismen menschlichen Verhaltens, welche entsprechende Verhaltensweisen auslösen. Prozesstheorien beschäftigen sich mit der Intensität und Dauer mit welcher ein Mensch einer konkreten Handlungsoption nachgeht. Hierbei wird zwischen motivationalen und volitionalen Prozessen unterschieden, wobei motivationale Prozesse sich auf die Wahl von Handlungsoptionen beziehen, während die Volition die spezifischen Planungs- und Handlungsschritte beschreibt. Laut dem Handlungsphasenmodell nach Heinz Heckhausen werden Attributionstheorien herangezogen, um eine Ursachenzuschreibung vorzunehmen und das erreichte Ergebnis schließlich zu bewerten.

### Valenz-Instrumentalitäts-Erwartungs-Theorie
Die Valenz-Instrumentalitäts-Erwartungs-Theorie (VIE) wurde von Victor Vroom ins Leben gerufen und beschäftigt sich mit situativen Anreizen der Motivation. Man nimmt an, dass Motivation nicht ausschließlich auf soziale und individuelle Faktoren zurückzuführen ist, sondern stark von der gegenwärtigen Situation abhängig ist. Der Einsatz einer Person ist daher je nach Situation unterschiedlich, weswegen laut Vroom Motivation keine stabile Disposition sein kann. Der Begriff Valenz beschreibt hier die Attraktivität des Erreichen eines Endziels. Beispielsweise würde eine finanzielle Belohnung für ein zu erreichendes Ziel als positive Valenz aufgefasst werden. Unter Instrumentalität versteht man die Konsequenzen, welche bestimmte Handlungen mit sich bringen, welche entweder positiv, negativ oder neutral behaftet sein können. Die Erwartung bezieht sich auf die subjektive Wahrscheinlichkeit, ein Ziel durch bestimmte Handlungsweisen zu erreichen.

### Rubikonmodell der Handlungsphasen
Das Rubikonmodell der Handlungsphasen nach Heinz Heckhausen und Peter M. Gollwitzer beschreibt in vier Schritten den Weg zu einem Ziel. Anfänglich hängt die Motivation davon ab, welcher Wert und welche Erwartungen dem Ziel zugeschrieben sind. Anschließend muss die Motivation aufrechterhalten und das Ziel aktiv verfolgt werden, was unter dem Begriff der Volition zusammengefasst wird. Die vier Phasen, welche eine Person durchläuft, um schlussendlich ein Ziel zu erreichen, sind folgende:
1) In der Abwägephase entscheidet sich eine Person für ein Ziel, welches sie verfolgen und erreichen möchte. Ebenso wird entschieden, wie wichtig dieses angestrebte Ziel für eine Person ist und wie sehr etwas erwünscht ist bzw. verhindert werden soll.
2) In der Planungsphase konzentriert sich eine Person auf die Planung des zu erreichenden Ziels, wobei auch die Umsetzung der geplanten Handlungsschritte eingeleitet wird.
3) Die Handlungsphase kennzeichnet sich durch die aktive Umsetzung konkreter Handlungsschritte, wobei das Ziel angestrebt wird und mögliche Hürden überwunden werden müssen.
4) In der Bewertungsphase wird schlussendlich festgestellt, ob das Ziel erreicht wurde oder nicht und woraus das Erfolgserlebnis bzw. der Misserfolg resultierte.

### Equity-Theorie
Die Equity-Theorie von J. Stacey Adams setzt sich mit dem Zusammenhang zwischen Motivation und fairer Belohnung auseinander. Sie besagt, dass gerechte Gegenleistungen (Belohnung) vorhanden sein müssen, um Motivation gewährleisten zu können. Beim Vergleich mit anderen muss ebenso ein Gefühl von Gerechtigkeit sichergestellt werden, um Motivation aufrechtzuerhalten. Man sollte demnach dieselbe Belohnung und Anerkennung für eine bestimmte Leistung bekommen als andere es tun würden, da Menschen grundsätzlich nach fairen Verhältnissen streben.

### Das Porter-Lawler-Modell
Diese Motivationstheorie ist mit dem VIE-Modell nach Victor Vroom verknüpft, fokussiert sich jedoch im Gegensatz dazu intensiver auf besondere Gegebenheiten in industriellen Organisationen. Das Porter-Lawler-Modell beschreibt den Zusammenhang zwischen der Arbeitsleistung und Arbeitszufriedenheit, weswegen es als 'Zirkulationsmodell' bezeichnet wird. Dieses Modell konzentriert sich auf zwei zentrale Punkte, welche folgende sind:
1) Durch erhöhte Bemühungen wird erwartet, ein Ziel zu erreichen.
2) Ein angestrebtes Ziel wird durch gute Arbeitsleistung erreicht.
Porter und Lawler behaupten schließlich, dass die Wahrscheinlichkeit, dass mehr Anstrengung zu einer optimierten Arbeitsleistung führt und die Wahrscheinlichkeit, dass eine gute Arbeitsleistung zu einem persönlichen Ziel führt, die Motivation einer Person festlegen. Das Ziel soll für eine Person jedoch eine gewisse Wertigkeit (Valenz) aufweisen. Zusätzlich wird den Wahrscheinlichkeiten der beiden Variablen eine multiplikative Beziehung zugeschrieben.

### Anreiz-Beitrags-Theorie
Die Anreiz-Beitrags-Theorie ist Teil der Organisationstheorien und stammt von Herbert Simon und James March. Diese Theorie beschäftigt sich mit der Wechselwirkung von Anreizen und Beiträgen, als auch mit dem damit verbundenem Handeln und Verhalten der Mitarbeiter. Sie meint, dass Arbeitnehmer nur solange motiviert in einem Betrieb tätig sind, bis die Anreize, welche vom Unternehmen gesetzt werden, gleich groß oder größer als die zu leistenden Beiträge sind. Nach der Anreiz-Beitrags-Theorie soll den Mitarbeitern ein Anreizangebot präsentiert werden, damit sie infolge motiviert werden, bestmögliche Leistungen zu erbringen. Allgemein geht es darum, ein Gleichgewicht zwischen den geleisteten Beiträgen der Arbeiter und den vom Unternehmen zur Verfügung gestellten Anreizen zu schaffen.

### Die Zielsetzungstheorie
Die Zielsetzungstheorie, auch Goal-Setting-Theory genannt, stammt von dem Psychologen Edwin A. Locke und wurde 1968 in seinem Artikel 'Toward a Theory of Task Motivation and Incentives' thematisiert. Im Rahmen der Organisationspsychologie wird die Zielsetzungstheorie früher als auch heute als bedeutungsvoll angesehen, unter anderem auf Grund der Kooperation mit dem Wissenschaftler Gary P. Latham, welcher diese Theorie wesentlich beeinflusste. Die Zielsetzungstheorie beschreibt den Zusammenhang von Ziel und Performanz, wovon das Ziel die Basis der Motivation darstellen soll. Laut Locke und Latham (2007) wird angenommen, dass die Performanz am höchsten ist, wenn die Ziele auch entsprechend hoch angesetzt werden.

## Geschichte
Nach Elke Weik entstand der Begriff der Prozesstheorien in den 1990er Jahren, jedoch wurde bereits viel früher Gebrauch von prozesstheoretischen Ansätzen gemacht. Im Managementbereich und der Organisationssoziologie entsprang in den 1980er-Jahren ein Interesse an Wandel und Dynamik. Vorerst spricht man von 'Dynamisierung', von 'Fluss und Transformation' und auch einer 'Soziologie des Wandels'. Später sorgten Van de Ven und Poole für eine Popularisierung des Begriffs der Prozesstheorien. Robert Chia und Ann Langley nahmen erstmals eine Unterscheidung zwischen 'schwachen' und 'starken' Prozesstheorien vor, welche als relevant für die weitere Beschäftigung mit Prozesstheorien galt. Hierbei versteht man unter schwachen Prozesstheorien die Auffassung, dass Prozesse wichtig aber auch auf die Intervention von Dingen reduzierbar sind. Starke Prozesstheorien hingegen sind deutlich stärker theoretisch-konzeptuell ausgerichtet. Einige Zeit später formulierten Hernes und Weik eine Unterscheidung zwischen endogenen und exogenen Prozesstheorien, welche sich hinsichtlich ihres Bezugsrahmens voneinander abgrenzen. Bei exogenen Prozesstheorien werden Prozesse immer in Verbindung mit einem festen Rahmen angesehen, während endogene Prozesstheorien davon ausgehen, dass Prozesse nur mit sich selbst interagieren können und somit kein fester Bezugsrahmen angenommen wird.

## Praktische Relevanz
In der Praxis sind die Prozesstheorien der Motivation relevant, da sie einem dabei helfen können, die eigene Motivation besser zu verstehen. Insbesondere können Prozesstheorien Erklärungen dafür liefern, warum gewisse Ziele eher erreicht werden als andere. Hierbei wird der Prozesscharakter dieser Motivationstheorien deutlich, da positive Erfahrungen die Motivation meist stärken und negative Erfahrungen die Motivation verschlechtern. Die Prozesstheorien der Arbeitsmotivation sind vor allem für Führungskräfte relevant, da sie dadurch die Motivation ihrer Mitarbeiter aufrechterhalten können. Mit dem Wissen, dass Menschen motivierter sind, wenn sie z. B. den Weg zum Ziel selbstständig steuern können, gewinnen Führungskräfte wertvolle Erkenntnisse, welche sie zur Motivation ihrer Mitarbeiter und Mitarbeiterinnen nutzen können.

## Weitere Motivationstheorien
Die Inhaltstheorien gelten neben den Prozesstheorien als weitere bedeutsame Motivationstheorien, welche sich vorrangig mit dem 'Was?' menschlicher Motivation beschäftigen. Die grundlegenden Antriebskräfte menschlichen Handelns werden untersucht und es wird versucht, diese Motive zu kategorisieren. Wesentliche Inhaltstheorien sind jene von Murray, Herzberg und Maslow, welche sich insbesondere mit der Einstufung der Bedürfnisse von Menschen auseinandersetzen. Henry A. Murray beschäftigte sich erstmals mit der Untersuchung von persönlichkeitspsychologischen Motiven, wobei er menschlichem Verhalten zwei Ausgangspunkte zuschreibt, nämlich 1) situationsspezifische Anreize und Kräfte und 2) Impulse. Laut Murray müssen der Mensch und die Umwelt gemeinsam, im Sinne einer Kreatur-Umwelt-Interaktion, betrachtet werden. Frederick Herzbergs Zwei-Faktoren-Theorie gilt als weitere bedeutsame Inhaltstheorie, welche dem Bereich der Arbeitspsychologie untergeordnet werden kann und sich, ähnlich wie Maslow, mit menschlichen Handlungsmotiven auseinandersetzt. Hierbei stehen die zwei Dimensionen der sogenannten Motivatoren und Hygienefaktoren im Mittelpunkt und üben einen Einfluss auf die Arbeitszufriedenheit und die Arbeitsmotivation aus. Die Maslowsche Bedürfnishierarchie von Abraham Maslow zählt zu den einflussreichsten Inhaltstheorien, da sie das Konzept der menschlichen Motivation anhand von fünf Stufen veranschaulicht. Hierbei unterscheidet Maslow zwischen den Grundbedürfnissen (oder auch physiologischen Bedürfnissen), den Sicherheitsbedürfnissen, den sozialen Bedürfnissen, Wertschätzung und Selbstverwirklichung. Laut Maslow verfolgen unsere Bedürfnisse eine Rangordnung, d. h. erst wenn für uns wichtigere Bedürfnisse ausreichend erfüllt sind (z. B. Grundbedürfnisse), streben wir eine Erfüllung der Bedürfnisse der nächsten Stufe (z. B. Soziale Bedürfnisse) an.